# 殺菌
殺菌，又稱作滅菌（英語：Sterilization），是把物體表面、液體、藥物、培養介質上的任何形式微生物及傳播性病原體（如真菌、細菌、病毒、芽孢和朊毒體）去除的过程。適當地使用高溫、化學品、放射線、高壓及過濾程序可以有效達到殺菌效果。杀菌后的物体称为无菌（sterile, aseptic）。
杀菌和消毒（disinfection）不同，后者指的是减少，而非完全消灭病原体。
殺菌通常都是用於一切會接觸病人傷口或體內的儀器，確保沒有微生物感染身體組織，例如一些外科手術或身體檢查所使用的醫療儀器。

## 方法
對於不同的物體，有不同殺菌的方法，大致可以分為物理方法和化學方法兩類。

### 物理方法

#### 乾熱殺菌
在熱空氣160℃-170℃下保溫2小時進行滅菌。

#### 高壓蒸氣殺菌
廣泛使用高壓釜（autoclave），一般加溫至121-134℃。為達到殺菌效果，需要維持在121℃至少長達15分鐘或是134℃長達5分鐘。如果液體或器械被外包裝包裹則需要延長殺菌時間（亦須避免消毒過久造成被消毒物的磨損）。液體在高壓釜中殺菌時，應緩慢降溫降壓以避免造成液體急速沸騰。

### 化學殺菌法
高溫殺菌法雖然有良好的殺菌效果，但是不適用於不耐熱的物體，如生物性材料、光導纖維、電子器械及許多塑膠產品。低溫氣體殺菌器械以高濃度的高活性氣體（烷化劑如環氧乙烷（ethylene oxide）氧化劑如過氧化氫（hydrogen peroxide）及臭氧（ozone））為主。液體殺菌劑及高效能消毒劑一般包含氧化劑如過氧化氫、過乙酸（CH3COOOH）及醛類如戊二醛及鄰苯二甲醛。
然而即便化學殺菌避免了高溫毀損的問題，消毒人員仍須注意化學殺菌劑與被消毒物是否兼容。製造廠商可在被消毒物包裝上註明殺菌注意事項。化學殺菌劑雖能摧毀大量病原體，但也可能對人體產生禍害。消毒人員有責任確保工作場所的安全，及消毒器械上的監測與控管。

#### 環氧乙烷
廣泛使用於不耐熱及輻射的物體，如塑膠、光纖及電器等。作用環境在30°C及60°C之間，濕度大於30%，氣體濃度介於200~800毫克/公升之間，且一般持續至少三小時。環氧乙烷穿透性良好，可穿透紙張、衣物、部分塑膠膜並仍保有良好作用性。有效消滅所有已知的病毒、細菌、真菌及細菌芽孢，且與大多數材料兼容。然而其缺陷包含極度易燃、有毒性及致癌性，需要經由特定程序降低風險。

#### 臭氧
工業上用來消毒水與空氣及物體表面，可以將大部分有機體氧化。但同時也是帶有毒性且不穩定的氣體，只能於消毒現場製造，因此仍無廣泛使用。

#### 漂白
含氯漂白劑是種液體殺菌劑，家用漂白劑是濃度6.25%的次氯酸鈉，通常經稀釋十倍後才使用；然而消滅結核分枝桿菌（Mycobacterium tuberculosis）需要五倍稀釋的漂白劑、阻止普昂蛋白活性則需要2.5倍稀釋的漂白劑。漂白劑可以瞬時消滅許多有機體，但需要持續二十分鐘才能達成完全殺菌，且不包含所有的芽孢，同時漂白劑也帶有高腐蝕性。
近年二氧化氯也逐漸成為常用的漂白劑，它的好處是使用份量不高，也較不容易產生有機氯化合物。
漂白劑接觸空氣後會開始分解，不宜久放。

#### 戊二醛與甲醛
戊二醛與甲醛都是液態殺菌劑（也可用作固著劑），需要較長的浸泡時間。以消滅芽孢為例，必須浸泡在戊二醛中長達22小時，甲醛則需要更長的時間。若被消毒物上有固態顆粒則更難達到殺菌效果，甚至導致治療失敗。此兩種殺菌劑接容易揮發，毒性易透過皮膚接觸或呼吸對生物體造成影響。戊二醛的保質期較短（小於兩週），價位也較高；相較下甲醛比較便宜，且若搭配添加甲醇便能防止甲醛聚合成多聚甲醛，進一步延長保質期，但是比戊二醛更容易揮發。甲醛也可以藉由將多聚甲醛解聚化而變成氣態殺菌劑，最早的沙克小兒麻痺疫苗便是透過此種方法消毒的。

## 應用

### 飲食
- 罐头食品
- 食品辐照
- 食品高压杀菌（英语：Pascalization）

## 外部連結
- WHO - Infection Control Guidelines for Transmissible Spongiform Encephalopathies （页面存档备份，存于）. Retrieved Jul 10, 2010
- Ninemeier J.  6th. International Association of Healthcare Central Service Materiel Management.[永久]
- Control of microbes （页面存档备份，存于）
- Raju GK, Cooney CL. . Stephanopoulos G  (编). . Weinheim: Wiley-VCH. 1993: 157–84. ISBN 3-527-28313-7.

- Innovative Technologies for the Biofunctionalisation and Terminal Sterilisation of Medical Devices
- Pharmaceutical Filtration - The Management of Organism Removal, Meltzer TH, Jornitz MW, PDA/DHI 1998
- 職場預防SARS之消毒手冊 （页面存档备份，存于） - 勞動部勞動及職業安全衛生研究所
- 漂白水的使用 （页面存档备份，存于） - 香港衞生署